# Mluvící-Se-Zvířaty
Mluvící-Se-Zvířaty (později znám jako Chmee) je jméno fiktivní postavy ze Známého vesmíru Larryho Nivena. Jedná se o jednu z hlavních postav série Prstenců. Mluvící-Se-Zvířaty je příslušník válečnické kočkovité rasy Kzin, který působí jako diplomat mezi lidmi nazýváni Kzinty zvířata. 
Jeho oslovení vychází z praktik jeho rasy, kde jménem se smějí honosit pouze zasloužilí jedinci. Prvně se objevuje v roce 2850, kdy ho loutkař Nessus vzal jako člena své výpravy k Prstenci. Po úspěšném návratu do Známého vesmíru z Prstence, byl Patriarchátem vyznamenán za vynikající služby jménem. Obdržel jméno Chmee a povolení založit si rodiny a plodit děti. Postava vystupuje i v následujících dílech Stavitelé prstence a Vládci prstence. 
Jeho postava je utvářena jeho rasou, jedná se o agresivního jedince, který je neustále připraven k útoku. Oproti jiným svého druhu má ale schopnosti částečně ovládat své vražedné reflexy, což byl důvod proč byl přidělen jako velvyslanec do lidské části vesmíru. 
Ve třetím díle podstoupí omlazující kúru, během které přijde o své jizvy. Tato procedura má za následek, že ztratí své poznávací znaky a tak i právo na majetek a rodinu, kterou zanechal v Kzinské části vesmíru. Z tohoto důvodu zůstává na Prstenci, kde zakládá novou a rozhoduje se zde zůstat.